# Juhan Parts
Juhan Parts (n. 1966) funcionário público e político, foi primeiro-ministro da Estônia entre 2003 e 2005. Desde 5 de abril de 2007 ele é o ministro da Economia e da Comunicação do segundo governo de Andrus Ansip.